# Список музеев Вологды
В Вологде несколько музеев и галерей. Большинство музеев являются филиалами Вологодского государственного историко-архитектурного и художественного музея-заповедника (ВГИАХМЗ). Два филиала ВГИАХМЗ (Дом-музей А. Ф. Можайского и Архитектурно-этнографический музей Вологодской области) находятся за чертой города.
Первыми музеями Вологды были Музей местных кустарных изделий, открывшийся в 1882 году, и представивший в здании Александровского реального училища экспонаты вологодского отдела Московской промышленной выставки 1882 года (в 1886 году преобразован в выставку, где можно было заказать изделие по представленному образцу), и Петровский музей («Исторический уголок города Вологды»), который открылся в 1885 году в доме голландских купцов Гоутманов, где останавливался Пётр I (сейчас — Дом-музей Петра I). К старейшим музейным собраниям Вологды относились также Вологодское епархиальное древлехранилище (собрание церковных древностей в Воздвиженской надвратной церкви Архиерейского двора), существовавшее с 1896 года, Музей родиноведения Вологодского общества изучения Северного края (с 1911 года) и Музей нового и старого искусства Северного кружка любителей изящных искусств (с 1916 года), реквизированные собрания которых в 1923 году вошли в Вологодский государственный объединённый музей (с 1925 года — Вологодский областной краеведческий музей, с 1988 года — ВГИАХМЗ), в то время как собрание живописи и скульптуры в 1953 году составило основу Вологодской областной картинной галереи.
С 2015 года в Вологде работает музей-квартира В. И. Белова, созданный в качестве филиала Кирилло-Белозерского музея-заповедника и расположенный по последнему вологодскому адресу писателя.
| Музей | Год основания | Адрес                                                                 | Фото |
| --- | ------------- | --------------------------------------------------------------------- | ---- |
| Вологодский государственный историко-архитектурный и художественный музей-заповедник |               |                                                                       |      |
| Дом-музей Петра Первого (Петровский домик) | 1885          | Советский проспект, 47                                                |      |
| «Вологодский кремль» (экспозиция древнерусского искусства, экспозиция народного искусства, экспозиция вологодских художественных промыслов, отдел природы, отдел истории, Юго-Западная башня) | 1923          | улица С. Орлова, 15                                                   |      |
| Софийский собор | 1923          | улица С. Орлова, 15                                                   |      |
| Колокольня Софийского собора | 1923          | улица С. Орлова, 15                                                   |      |
| Вологда на рубеже веков (выставочный комплекс) | 1968          | Советский проспект, 16А                                               |      |
| Дом-музей А. Ф. Можайского | 1986          | посёлок Можайское, 47                                                 |      |
| Музей «Мир забытых вещей» | 1991          | улица Ленинградская, 6                                                |      |
| Архитектурно-этнографический музей Вологодской области | 1992          | деревня Семёнково                                                     |      |
| Музей «Литература. Искусство. Век XX» | 2005          | улица Герцена, 36                                                     |      |
| Музей «Вологодская ссылка» | 2007          | улица М. Ульяновой, 33                                                |      |
| Музей кружева | 2010          | Кремлёвская площадь, 12                                               |      |
| Вологодская областная картинная галерея |               |                                                                       |      |
| Шаламовский дом | 1991          | улица С. Орлова, 15                                                   |      |
| Мемориальная мастерская А. В. Пантелеева | 1993          | улица Козлёнская, 4.                                                  |      |
| Музейно-творческий центр В. Н. Корбакова | 2002          | улица Октябрьская, 13                                                 |      |
| МБУК "Галерея современного искусства "Красный мост" |               |                                                                       |      |
| Галерея современного искусства "Красный мост" | 2023          | Набережная VI Армии, 143                                              |      |
| Частные музеи |               |                                                                       |      |
| Музей открытий и изобретений «Эврика» | 2013          | ул. Северная д.7а ТЦ "Кит" 4 этаж                                     |      |
| Музей занимательных наук Эйнштейна | 2013          | ул. Ленинградская, 79                                                 |      |
| Интерактивный музей-театр сказок «Небылица» | 2014          | ул. Новгородская, 2-а                                                 |      |
| Интерактивный музей «Поляна сказок» | 2015          | ул. Ленинградская, 79                                                 |      |
| Музей игрушек «Сундучок с игрушками» | 2018          | Советский проспект, 48 (художественная школа им. Владимира Корбакова) |      |
| Музей истории «Дома с лилиями» | 2018          | ул. Чернышевского, 17                                                 |      |
| Музей аптечного дела Вологодского края | 2004          | улица Ленина, 1                                                       |      |
| Общественные, ведомственные и школьные музеи |               |                                                                       |      |
| Музей локомотивного депо Вологда | 1950-е        | улица Можайского, 15-а                                                |      |
| Музей пожарной охраны Вологодской области | 1973          | улица Зосимовская, 63-а                                               |      |
| Музей вагонного депо Вологда | 1975          | Движенческий переулок, 12                                             |      |
| Музей профтехобразования Вологодской области | 1978          | улица Чернышевского, 73                                               |      |
| Музей истории ВГПУ | 1978          | проспект Победы, 37                                                   |      |
| Музей органов внутренних дел Вологодской области | 1981          | улица Мальцева, 54                                                    |      |
| Музей Вологодского техникума железнодорожного транспорта | 2001          | Техникумовский переулок, 4                                            |      |
| Музей Вологодского поискового отряда | 2011          | Благовещенская улица, 78                                              |      |
| Музей рыболовства | 2014          | улица Левичева, 5                                                     |      |
| Музей орхидей | 2018          | Ершовский переулок, 10 а (Ботанический сад «Ботаника)»                |      |
| Планируются к открытию |               |                                                                       |      |
| Музей археологии | —             | улица Челюскинцев, 12                                                 |      |

| Музей                          | Годы работы | Причина закрытия                                                                                      | Адрес              | Фото |
| ------------------------------ | ----------- | --- | ------------------ | ---- |
| Музей-квартира К. Н. Батюшкова | 1983—2012   | Аварийное состояние помещения музея, утрата части экспозиции.                                         | улица Батюшкова, 2 |      |
| Музей дипломатического корпуса | 1997—2012   | Окончание срока аренды помещений, передача здания музея из муниципальной в федеральную собственность. | улица Герцена, 35  |      |